# Palmarés de clubes portugueses de futebol
O palmarés de clubes portugueses de futebol contém todos os títulos e troféus conquistados por clubes portugueses de futebol. Estão incluídas todas as competições masculinas, seniores e da 1.ª categoria, vigentes ou extintas, organizadas ou reconhecidas pela Federação Portuguesa de Futebol, Liga Portuguesa de Futebol Profissional, FIFA, UEFA e IFFHS.
Neste palmarés do futebol português contam-se 20 clubes com títulos oficiais e oficiosos, dos quais 5 foram campeões nacionais. São 4 os clubes portugueses que conquistaram troféus internacionais, 2 dos quais sagraram-se campeões europeus.

## História

### Competições Nacionais
A primeira competição de futebol oficial com carácter nacional criada em Portugal pela Federação Portuguesa de Futebol foi o Campeonato de Portugal, cuja edição original decorreu na época 1921–22. Os clubes apuravam-se a partir das competições distritais (em sistema de liga) e disputavam depois o Campeonato de Portugal (em regime de eliminatórias). Em 1938–39 transformou-se na Taça de Portugal, e teve como primeiro vencedor a Académica de Coimbra. O grande dominador da Taça de Portugal é novamente o SL Benfica com 26 taças conquistadas.
A Primeira Liga foi criada em 1934–35 e teve como primeiro campeão o FC Porto. O clube mais vitorioso da prova é o SL Benfica, com 38 títulos da 1ª Divisão Nacional.
A Taça Império, antecessora da Supertaça, teve uma única edição em 1943–44 (na inauguração do Estádio Nacional do Jamor) ganha pelo Sporting. A Supertaça Cândido de Oliveira foi criada em 1978 para ser disputada entre o campeão nacional e o vencedor da Taça de Portugal. A primeira edição foi ganha pelo Boavista, sendo o FC Porto o clube com mais vitórias, tendo vencido 24 troféus.
A Taça Ribeiro dos Reis, antecessora da Taça da Liga, teve 10 edições entre 1961–62 e 1970–71 e reunia os clubes das 1.ª e 2.ª Divisões. O Vitória de Setúbal e o Benfica foram os clubes mais vitoriosos, tendo cada um conquistado 3 troféus. A Taça Federação Portuguesa de Futebol, outra antecessora da Taça da Liga teve apenas uma edição, em 1976–77, com o SC Braga como vencedor. Na época 2007–08 foi criada a Taça da Liga para ser disputada pelos clubes da Primeira e Segunda Ligas. O Vitória de Setúbal conquistou a primeira edição, sendo o SL Benfica o clube mais vitorioso, com 8 troféus conquistados.

### Competições Internacionais
A Taça Latina foi a primeira competição europeia que contou com a participação de clubes portugueses, prova precursora da Taça dos Clubes Campeões Europeus. Criada na época 1948–49 sob a chancela de Jules Rimet, Presidente da FIFA, a Taça Latina reunia os campeões nacionais de Portugal, Espanha, França e Itália e era organizada por um comité que reunia representantes das Federações Nacionais dos quatro países. Logo na 1.ª edição o Sporting apurou-se para a final, na que foi a 1.ª final europeia da história do futebol português. O Sporting perdeu essa final para o Barcelona, o 1.º campeão latino da história. A 2.ª edição na época 1949–50 foi conquistada pelo Benfica, numa finalíssima (repetição da final) disputada contra o Bordéus no Estádio Nacional, no Jamor. O Benfica seria finalista da última edição da prova, na época 1956–57.
A Taça dos Clubes Campeões Europeus foi criada em 1954–55, reunia os campeões nacionais dos diversos países europeus. O Benfica sagrou-se bicampeão europeu, tendo vencido consecutivamente a Taça dos Clubes Campeões Europeus nas épocas 1960–61 e 1961–62. O Benfica viria depois a ser finalista da prova nas épocas 1962–63, 1964–65, 1967–68, 1987–88 e 1989–90. O FC Porto venceu a Taça dos Clubes Campeões Europeus em 1986–87 e, já depois de implementada a nova designação de Liga dos Campeões, venceu novamente a prova na época 2003–04.
A Taça Intercontinental ou Taça Europeia/Sul-Americana ou Taça Toyota, foi uma competição entre clubes campeões continentais, eles sendo os campeões da Liga dos Campeões da UEFA e da Copa Libertadores da América. O torneio anual foi realizado entre 1960 e 2004, de 1960 até 1979, a competição foi organizada por meio de uma parceria entre UEFA e CONMEBOL, com os jogos ocorrendo nos países dos respetivos campeões continentais, em dois jogos, no sistema de ida-e-volta, a partir de 1980, a competição foi disputada em uma única partida, no Japão, passando a ser organizada pela Associação de Futebol do Japão, é predecessora direta da extinta Copa do Mundo de Clubes da FIFA disputada entre 2000 e 2023, e da atual Copa Intercontinental da FIFA disputada desde 2024. O FC Porto foi o único clube português a conquistar a Taça Intercontinental, essas conquistas foram em 1987 e 2004.
A Taça das Taças, criada em 1960–61 para ser disputada pelos vencedores das Taças nacionais, era ao tempo a 2.ª competição europeia mais importante. O Sporting conquistou a Taça das Taças na época 1963–64, após vencer na finalíssima o MTK Budapeste. O FC Porto seria finalista da prova em 1983–84.
A Taça UEFA foi criada em 1971–72, sucessora da Taça das Cidades com Feiras, começou por ser a 3.ª competição da hierarquia europeia, passando a 2.ª prova aquando da extinção da Taça das Taças em 1999. O 1.º finalista português na Taça UEFA foi o Benfica, na época 1982–83. O FC Porto venceu a Taça UEFA em 2002–03 e, já sob a nova designação de Liga Europa, em 2010–11. O Sporting foi finalista da prova em 2004–05. O Benfica seria novamente finalista nas épocas 2012–13 e 2013–14.
A Supertaça Europeia foi criada em 1971–72 para ser disputada entre o campeão europeu e o vencedor da Taça das Taças, tendo este último sido substituído pelo vencedor da Taça UEFA (hoje Liga Europa) a partir de 2000. Esta competição foi conquistada pelo FC Porto em 1986–87, tendo perdido a disputa da prova nas épocas 2002–03, 2003–04 e 2010–11. O nome da competição foi alterado para Supertaça da UEFA em 1995.
A Taça Ibérica disputada em 1983 foi a única edição oficial organizada pela Federação Portuguesa de Futebol e pela Real Federação Espanhola de Futebol. Tal como a competição homónima disputada em rugby, a Taça Ibérica em futebol seria disputada pelos campeões nacionais de Portugal e Espanha, cabendo à Federação Portuguesa providenciar o troféu já que seria em Portugal a disputa da 2.ª mão que concluiria a prova. O Benfica, campeão português à época, venceu o Atlético de Bilbao, campeão espanhol, e conquistou a Taça Ibérica.
A Taça Intertoto foi uma competição originariamente criada em 1961. Entre 1967 e 1994 a prova foi unicamente disputada por grupos, com os primeiros classificados de cada grupo a serem considerados vencedores ex eaquo. Neste período Sporting (1968), CUF Barreiro (1974) e Belenenses (1975) venceram os seus grupos e receberam os respetivos prémios monetários. Em 1995 a UEFA assumiu a organização da prova, passando a Taça Intertoto a dar acesso à Taça UEFA. Durante a organização da UEFA o único clube português que recebeu o troféu de vencedor da Taça Intertoto foi o SC Braga em 2008, naquela que foi a última edição da prova.
O Mundial de Clubes da FIFA é uma competição quadrienal internacional entre clubes de futebol masculino organizada pela Federação Internacional de Futebol (FIFA), o órgão dirigente global do futebol. A primeira edição teve início em junho de 2025, nos Estados Unidos, e contou com a participação do Benfica e FC Porto.

## Palmarés
| Nº  | Clube                  | Competições Nacionais | Competições Nacionais | Competições Nacionais | Competições Nacionais | Competições Nacionais  | Competições Nacionais | Competições Nacionais | Competições Nacionais | Competições Internacionais | Competições Internacionais | Competições Internacionais | Competições Internacionais | Competições Internacionais | Competições Internacionais | Competições Internacionais | Competições Internacionais | Total | Último Troféu                      |
| Nº  | Clube                  | Vigentes              | Vigentes              | Vigentes              | Vigentes              | Extintas               | Extintas              | Extintas              | Extintas              | Vigentes                   | Vigentes                   | Vigentes                   | Extintas                   | Extintas                   | Extintas                   | Extintas                   | Extintas                   | Total | Último Troféu                      |
| Nº  | Clube                  |                       |                       |                       |                       | Campeonato de Portugal |                       |                       |                       |                            |                            |                            |                            |                            |                            |                            |                            | Total | Último Troféu                      |
| --- | ---------------------- | --------------------- | --------------------- | --------------------- | --------------------- | ---------------------- | --------------------- | --------------------- | --------------------- | -------------------------- | -------------------------- | -------------------------- | -------------------------- | -------------------------- | -------------------------- | -------------------------- | -------------------------- | ----- | ---------------------------------- |
| 1º  | SL Benfica             | 38                    | 26                    | 8                     | 10                    | 3                      | 3                     | -                     | -                     | 2                          | -                          | -                          | -                          | -                          | 1                          | 1                          | -                          | 92    | Supertaça Cândido de Oliveira 2025 |
| 2º  | FC Porto               | 30                    | 20                    | 1                     | 24                    | 4                      | -                     | -                     | -                     | 2                          | 2                          | 1                          | 2                          | -                          | -                          | -                          | -                          | 86    | Supertaça Cândido de Oliveira 2024 |
| 3º  | Sporting CP            | 21                    | 18                    | 4                     | 9                     | 4                      | -                     | -                     | 1                     | -                          | -                          | -                          | -                          | 1                          | -                          | -                          | -                          | 58    | Taça de Portugal 2024–25           |
| 4º  | Boavista FC            | 1                     | 5                     | -                     | 3                     | -                      | -                     | -                     | -                     | -                          | -                          | -                          | -                          | -                          | -                          | -                          | -                          | 9     | Primeira Liga 2000–01              |
| 5º  | CF "Os Belenenses"     | 1                     | 3                     | -                     | -                     | 3                      | -                     | -                     | -                     | -                          | -                          | -                          | -                          | -                          | -                          | -                          | -                          | 7     | Taça de Portugal 1988–89           |
| 6º  | SC Braga               | -                     | 3                     | 3                     | -                     | -                      | -                     | 1                     | -                     | -                          | -                          | -                          | -                          | -                          | -                          | -                          | 1                          | 8     | Taça da Liga 2023–24               |
| 7º  | Vitória FC (Setúbal)   | -                     | 3                     | 1                     | -                     | -                      | 3                     | -                     | -                     | -                          | -                          | -                          | -                          | -                          | -                          | -                          | -                          | 7     | Taça da Liga 2007–08               |
| 8º  | Académica de Coimbra   | -                     | 2                     | -                     | -                     | -                      | -                     | -                     | -                     | -                          | -                          | -                          | -                          | -                          | -                          | -                          | -                          | 2     | Taça de Portugal 2011–12           |
| 9º  | Vitória SC (Guimarães) | -                     | 1                     | -                     | 1                     | -                      | -                     | -                     | -                     | -                          | -                          | -                          | -                          | -                          | -                          | -                          | -                          | 2     | Taça de Portugal 2012–13           |
| 10º | SC Beira-Mar           | -                     | 1                     | -                     | -                     | -                      | 1                     | -                     | -                     | -                          | -                          | -                          | -                          | -                          | -                          | -                          | -                          | 2     | Taça de Portugal 1998–99           |
| 11º | Leixões SC             | -                     | 1                     | -                     | -                     | -                      | -                     | -                     | -                     | -                          | -                          | -                          | -                          | -                          | -                          | -                          | -                          | 1     | Taça de Portugal 1960–61           |
| -   | CF Estrela da Amadora  | -                     | 1                     | -                     | -                     | -                      | -                     | -                     | -                     | -                          | -                          | -                          | -                          | -                          | -                          | -                          | -                          | 1     | Taça de Portugal 1989–90           |
| -   | CD Aves                | -                     | 1                     | -                     | -                     | -                      | -                     | -                     | -                     | -                          | -                          | -                          | -                          | -                          | -                          | -                          | -                          | 1     | Taça de Portugal 2017–18           |
| 14º | Moreirense FC          | -                     | -                     | 1                     | -                     | -                      | -                     | -                     | -                     | -                          | -                          | -                          | -                          | -                          | -                          | -                          | -                          | 1     | Taça da Liga 2016–17               |
| 15º | SC Olhanense           | -                     | -                     | -                     | -                     | 1                      | -                     | -                     | -                     | -                          | -                          | -                          | -                          | -                          | -                          | -                          | -                          | 1     | Campeonato de Portugal 1923–24     |
| -   | CS Marítimo            | -                     | -                     | -                     | -                     | 1                      | -                     | -                     | -                     | -                          | -                          | -                          | -                          | -                          | -                          | -                          | -                          | 1     | Campeonato de Portugal 1925–26     |
| -   | Carcavelinhos FC       | -                     | -                     | -                     | -                     | 1                      | -                     | -                     | -                     | -                          | -                          | -                          | -                          | -                          | -                          | -                          | -                          | 1     | Campeonato de Portugal 1927–28     |
| 18º | Seixal FC              | -                     | -                     | -                     | -                     | -                      | 1                     | -                     | -                     | -                          | -                          | -                          | -                          | -                          | -                          | -                          | -                          | 1     | Taça Ribeiro dos Reis 1961–62      |
| -   | SC Espinho             | -                     | -                     | -                     | -                     | -                      | 1                     | -                     | -                     | -                          | -                          | -                          | -                          | -                          | -                          | -                          | -                          | 1     | Taça Ribeiro dos Reis 1966–67      |
| 20º | FC Barreirense         | -                     | -                     | -                     | -                     | -                      | 1                     | -                     | -                     | -                          | -                          | -                          | -                          | -                          | -                          | -                          | -                          | 1     | Taça Ribeiro dos Reis 1967–68      |